# Maasen
Maasen est une commune de Basse-Saxe, dans l'arrondissement de Diepholz, en Allemagne.

## Géographie